# Pseudodoros nigricollis
Pseudodoros nigricollis är en tvåvingeart som beskrevs av Becker 1903. Pseudodoros nigricollis ingår i släktet Pseudodoros och familjen blomflugor.
Artens utbredningsområde är Zimbabwe. Inga underarter finns listade i Catalogue of Life.